# Бик (планински ланац)
Бик (планински ланац) (мађ. Bükk-vidék) су део Северномађарских планина, Унутрашњих западних Карпата. Велики део подручја је укључен у Национални парк Бик.

## Географија
Иако Кекеш, највиша тачка у Мађарској, није овде већ у оближњим планинама Матра, просечна висина планине Бик, са више од 20 врхова виших од 900 m , премашује висину Матре. Највиша тачка Бика је Кетеш берц (961 m), трећи највиши главни врх у Мађарској после Кекеша и Гаљатете.
У планинском ланцу постоји 1.115 познатих пећина, укључујући Бањас барланг (пећина рудара, 274 m) и Иштван лапа (254 m), најдубље пећине у Мађарској, археолошки значајну пећину Селетијена, пећинско купатило (главна туристичка атракција Мишколца-Таполца), пећина Ана и пећина Иштван. 52 пећине су заштићене због своје фауне и микроклиме.
Планински ланац је такође познат по својим скијашким објектима који се налазе око Банкута. Постоји велики број одржаваних ски стаза опремљених са неколико жичара Ј-бар. Дугу традицију скијања, на тркачком и рекреативном нивоу, у Бику негују локални ентузијасти који чине „Bánkút Ski Club“ који је такође задужен за рад и развој једног од највећих алпских скијашких центара у Мађарској .

## Фотографије
- Шума поред Биксенткереста.
- Улаз у пећину Ишталош камен
- Ски лифтови и стазе прекривене природним снегом 2006. године